# Rebekka-Brunnen

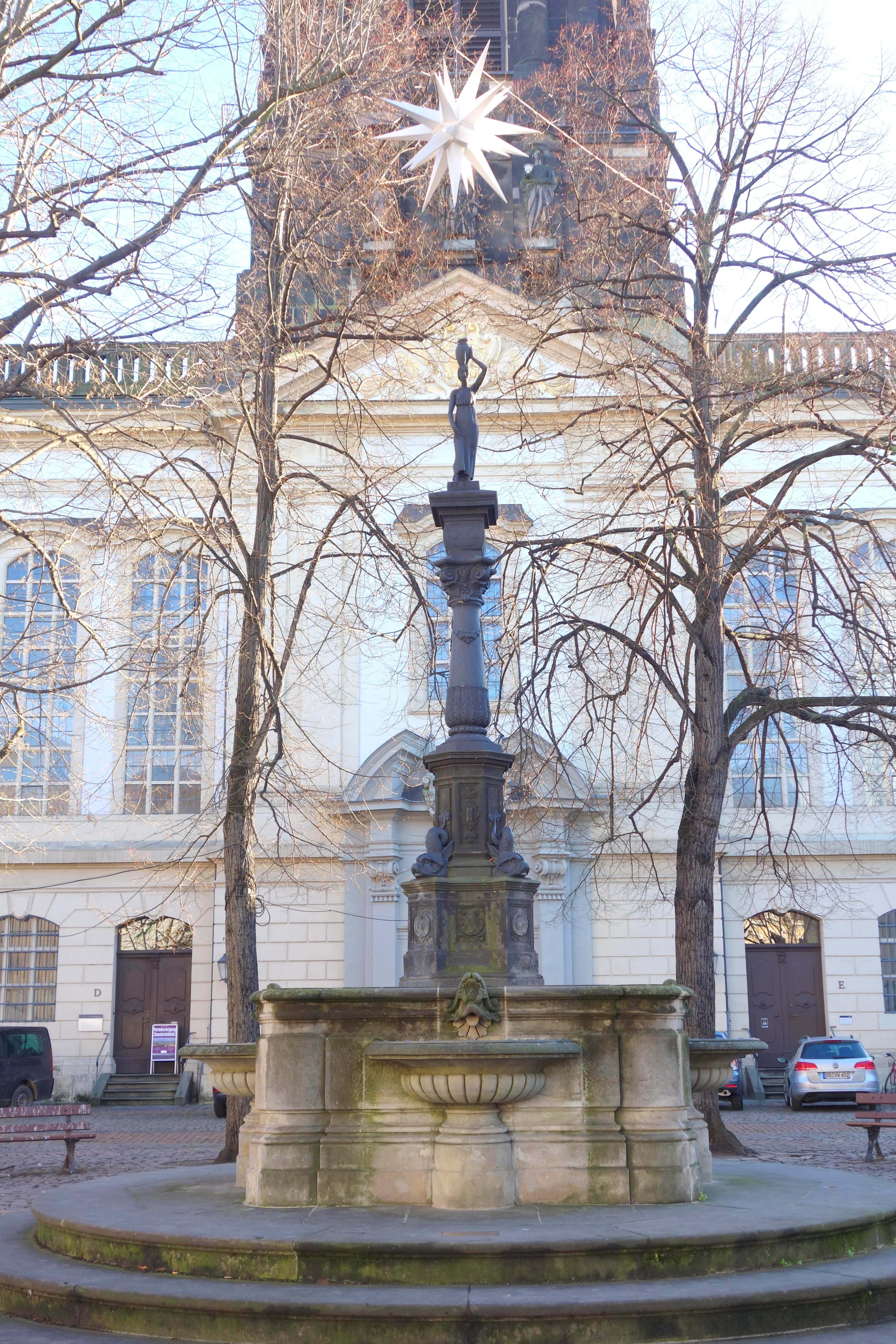
Der Rebekka-Brunnen hinter der Dreikönigskirche (Advent 2013)

Der Rebekka-Brunnen (amtlich: Rebekkabrunnen, lt. Brunnenanschrift Rebecca-Brunnen) ist eine Brunnenanlage hinter der Dreikönigskirche in der Dresdner Inneren Neustadt. Er war von 1863 bis zur Zerstörung Dresdens 1945 in Betrieb, konnte aber erst 1992 saniert und wieder in Betrieb genommen werden.

## Beschreibung
Der Brunnen ist als 1,10 Meter hoher Sandsteintrog mit grundsätzlich quadratischer, abgerundeter Grundfläche gestaltet, der von einer kreisförmigen dreistufigen Treppe umgeben ist. Im Trog steht mittig eine Sandsteinsäule, darüber wiederum eine Säule aus Eisenguss, die die „hohe schlanke Figur der Rebekka“ trägt. An den vier Außenseiten sind kleine, halbkreisförmige Becken angelehnt, in die hinein Delphinköpfe Wasser speien. Der Brunnen hat eine Höhe von etwa 5,70 Meter.
Seit wann der Brunnen Rebekka-Brunnen genannt wird, ist nicht nachweisbar. Von der Errichtung an bis 1952 wurde der Brunnen als Brunnen hinter der Dreikönigskirche bezeichnet.

## Geschichte bis 1945
Nach der Vollendung des Turmes der Dreikönigskirche 1845 bemühte sich die Stadt, den Platz vor dem Turm, der zu diesem Zeitpunkt bebaut war, dem Charakter der Kirche anzupassen. 1859/1860 gelang der Erwerb dieser „königsdörferischen“ Privatgebäude, um sie abzutragen. Dieses Vorhaben wurde von vielen Neustädtern begrüßt, erhofften sie sich dadurch eine Verbesserung ihrer eigenen Wasserversorgung: In einem der von der Stadt angekauften Häuser endete eine Achtelleitung einer Wasserzuführung, die Trinkwasser aus der Dresdner Heide in die Neustadt förderte; man erwartete von der Stadt, dass dieses Wasser nunmehr der Öffentlichkeit zugänglich gemacht werde und die „Wassernot“ in der Inneren Neustadt lindere.
Am 19. Juni 1860 wurde durch Wasserinspektor Dachsel eine Skizze für eine Brunnengestaltung für diese Wasserleitung vorgelegt und gleichzeitig die kreisrunde Bepflanzung mit Bäumen rund um den Brunnen empfohlen. Gleichzeitig wurde die öffentlich zugängige eigentliche Quellfassung davon abgetrennt und diese wohl noch 1860 übergeben.
Die Diskussionen über den Vorschlag des Brunnenbaus dauerten länger, denn die Bekrönung durch eine von ihm vorgeschlagene Gaslaterne führte zu umfangreichen Erwägungen über den Sinn eines solchen Vorhabens. Die Brunnengestaltung zum oberen Abschluss der mittig im Trog stehenden Säule war jedenfalls noch nicht entschieden, als über die Fertigstellung des Brunnens einschließlich der Mittelsäule am 17. September 1863 der Bildhauer Carl August Hauptmann Rechnung legte.
Die Entwürfe für die Gaslaterne müssen jedoch, so Eilfeld anhand historischer Aktenzitate, ungewöhnlich schlecht gewesen sein, dass aus ästhetischen Gründen dieses Vorhaben schließlich im Oktober 1863 gänzlich fallen gelassen wurde.
Am  14. Januar 1864 unterbreitete Stadtbaumeister Friedrich seinen Vorschlag für ein winterliches Schutzgehäuse und ein umlaufendes Gitter sowie den eines abschließenden Aufsatzes in Form einer Gesimskrone „auf welcher sich eine weibliche Figur (Wasserträgerin) erhebt“ als „günstigste und zierlichste Vermittlung“. Dieser Vorschlag wird unmittelbar danach angenommen und realisiert, am 12. August 1864 wurde die Zinkfigur von der Berliner Firma Pohl & Comp. angeliefert. Sie wird wohl auch unmittelbar danach aufgestellt worden sein.
Vermerkt wird, dass der Brunnen bis mindestens 1883 24 Stunden am Tag Wasser spendete, 1885 wurde er als „von Beginn der Arbeitszeit bis abends 7 resp. 8 Uhr“ betrieben bezeichnet.

## Geschichte nach 1945
Die Zerstörung Dresdens 1945 überstand der Brunnen äußerlich weitestgehend unbeschädigt (mit Ausnahme der Wassertechnik), verfiel aber durch Witterung und mutwillige Zerstörung zusehends. Die Figur der Rebekka verschwand 1952 spurlos. 1953 wurde der Brunnen als „in Ordnung, Inbetriebnahme erwünscht“ bezeichnet. Zu dieser kam es zu DDR-Zeiten nicht.
1992 begann eine intensive Suche nach Text- und Bildmaterial zu dem Brunnen, im Oktober 1993 schließlich zur Sanierung des Brunnens, finanziert durch die Dussmann-Stiftung und unter der Leitung der Firma Köckritz und Aust. Die Neufertigung des Brunnens mit Ausnahme der Figur der Rebekka übernahmen die Dresdner Firmen Gönnert & Partner sowie Heidelmann & Hein und die der Wassertechnik die Dresdner Firma Eberhard Grundmann. Die verlorene Rebekka wurde an der Burg Giebichenstein Kunsthochschule Halle durch Michail Boleslav Karlowski neu modelliert und durch die „Aust und Köckritz Metallrestaurierung“ in Ortrand in Eisenguss erstellt.
Am 19. Mai 1994 wurde der sanierte Brunnen der Öffentlichkeit übergeben, anschließend erfolgte die Platzfassung mit Bäumen nach dem historischen Vorschlag von 1860 durch das Stadtgartenamt von Dresden.